# Musée des navires romains de Fiumicino
Le musée des navires romains (italien : Museo delle navi romane) est un musée italien construit entre 1965 et 1979 à l'aéroport Léonard-de-Vinci de Fiumicino, dans la province de Rome.
Le musée qui a été réalisé entre 1965 et 1979 conserve les restes d'au moins six embarcations d'époque romaine. Fermé au public depuis 2002, il a rouvert ses portes en 2021,.